# Tabatha Avetand
Tabatha Avetand, née le 9 juin 2005, est une nageuse française.

## Carrière
Tabatha Avetand est sacrée championne de France du 4 x 100 mètres 4 nages avec le relais des Dauphins du TOEC aux Championnats de France de natation 2021 à Montpellier.
Elle est sacrée championne de France du 200 mètres papillon aux Championnats de France de natation 2022 à Limoges. Titre de championne de France qu'elle conserve aux Championnat de France de natation 2023 à Rennes, battant son propre record de France sur cette épreuve.
Elle termine en deuxième position aux championnats d'Europe Juniors 2022 sur 200m papillon en 2.12.06